# 퀴륨 동위 원소
퀴륨은 자연계에서 존재하지 않는다. 자연계에서는 우라늄-238의 자발 핵분열로 인해 생성된 중성자 흡수를 통해 농축된 우라늄 광석에서 극미량이 발견되고 있다.
인공적으로 만들어진 퀴륨의 동위 원소는 232Cm에서 252Cm이다.

## 퀴륨-242
162.8일의 반감기를 가지고 있다. 알파 붕괴를 하며 아메리슘-241이 중성자를 하나 흡수하면 아메리슘-242가 되어 베타 붕괴 후 퀴륨-242로 된다.
원자력 전지의 연료로 사용되며 플루토늄-238로 붕괴하기 때문에 좋은 핵전지 연료체가 된다.
실험용 원자로에서는 아메리슘-241을 우라늄과 섞어서 운전하여 대량 생산할 수 있으며 이 방법을 통해 플루토늄-238의 생산에 이용되고 있다.

## 퀴륨-243
29.1년의 반감기를 가지고 있으며 알파 붕괴를 하기 때문에 좋은 핵전지의 연료이지만 매우 적은 양이 생성되기 때문에 실험용으로만 쓰이고 있다.
퀴륨-242가 중성자를 하나 흡수하면 형성되며, 열중성자 핵분열 비율이 84~86%, 고속 중성자(자원중성자)핵분열 비율도 75~78%나 되기 때문에 이론상으로 좋은 핵연료가 된다.
임계질량은 8kg이며 중성자 반사제를 이용하면 3kg만으로도 핵무기를 제조할 수 있지만 실제로는 매우 적은 양이 생성되고 알파 붕괴와 함께 감마선도 방출하며, 반감기도 매우 짧아 이 동위체를 이용한 핵무기 제조는 불가능하다.

## 퀴륨-244
아메리슘-243이나 퀴륨-243이 중성자를 하나 흡수하면 형성된다.
반감기는 18.1년이며 적은 양이 생성되기 때문에 실용성은 없고 실험용으로 제한적으로 이용되고 있다.

## 퀴륨-245
열중성자 핵분열 비율이 85~86%, 고속 중성자(자원중성자)핵분열 비율도 84~86%으로 어느 선속이나 핵분열을 잘 하므로 좋은 핵연료가 된다.
원자로에서 극미량 형성되며 반감기는 8500년이나 된다. 임계질량은 9.5kg이며, 중성자 반사제를 이용하면 2.5kg만으로도 핵무기 제조가 가능하지만 극미량만이 생산되기 때문에 실제 제조는 불가능하다.

## 퀴륨-246
퀴륨-245가 중성자를 하나 흡수하여 생성된다.
자발 핵분열 비율이 높아 많은 중성자가 생성되기 때문에 극히 위험하여 핵폐기물로 분류되며 퀴륨-247을 생산할 때 이용된다.

## 퀴륨-247
반감기가 1560만년으로 태양계 초창기에는 존재했었지만 현재는 사라진 절멸 핵종으로 핵폐기물이나 실험실에서 미량으로 생성된다.
열중성자 핵분열 비율이 58~60%, 고속 중성자(자원중성자)핵분열 비율도 60~65%에 이르기 때문에 좋은 핵연료가 된다.
임계 질량은 7kg이며 중성자 반사제를 이용하면 2.8kg까지 낮출 수 있다.
자발 핵분열 비율이 매우 낮기 때문에 매우 좋은 핵무기의 재료가 되나 미량으로밖에 얻는 것만이 가능하므로 실제 제조는 불가능하다.

## 퀴륨-248
반감기가 34만 8천년으로 태양계 초창기에 존재했었지만 현재 사라진 절멸 핵종 중 하나로 반감기로 보아 태양계의 극히 초창기에나 존재했었다.
자발핵분열 비율이 8.26%로 매우 높지만 반감기가 길어 자발 핵분열로 인한 중성자로 인한 연쇄 핵분열은 일어나지 않는다.
하지만 퀴륨-250은 반감기도 짧고 자발 핵분열 비율도 매우 높아 연쇄 핵분열 반응이 천천히 일어나는 동위체이다.

## 퀴륨-249
퀴륨-248이 중성자를 하나 흡수하면 생성되며 249Bk로 붕괴한다.

## 퀴륨-250
반감기가 8300년이지만 자발 핵분열의 비율이 80%나 된다.
따라서 자발 핵분열로 인해 튀어나오는 중성자로 인해 상당수가 핵분열성 핵자인 251Cf을 대량 형성하고 이 동위체가 핵분열 하면서 중성자를 방출해 퀴륨-250을 오염시킨다.
따라서 퀴륨-250의 실제 반감기는 8300년이지만 실제로 자발 핵분열로 인해 생성되는 중성자 덕분에 스스로 핵분열하게 되고 훨씬 더 빨리 핵분열 생성물로 붕괴하게 되어 실제 반감기보다 붕괴 속도가 훨씬 더 빠르다. 이러한 특성 때문에 이론상으로 원자로에 퀴륨-250을 집어넣으면 그 자체로도 핵 연료로 이용할 수 있다.

베타 붕괴와 알파 붕괴를 합쳐서 비율이 20%가 되지만 붕괴를 계속하면서 시료가 오염되기 때문에 시간이 갈수록 이 비율이 나오지 않는다. 결국 중성자 때문에 퀴륨-250의 시료가 오염되어 반감기를 측정하는 것은 매우 어려워지게 된다.
현재 밝혀진 8300년이란 반감기의 값도 실제 붕괴 관측과 핵자 상수의 값을 복합적으로 이용하여 측정된 값이므로 오차는 있지만 최근에는 정확한 값에 가깝게 많이 보정된 상태이다.

## 표
| 핵종 기호 | Z(p)             | N(n)             | 동위 원소 질량 (u) | 반감기        | 붕괴 방식       | 붕괴 생성물 | 핵 스핀 |
| 핵종 기호 | 들뜬 에너지      | 들뜬 에너지      | 들뜬 에너지        | 반감기        | 붕괴 방식       | 붕괴 생성물 | 핵 스핀 |
| --------- | ---------------- | ---------------- | ------------------ | ------------- | --------------- | ----------- | ------- |
| 232Cm     | 96               | 136              |                    | 1? min        |                 |             | 0+      |
| 233Cm     | 96               | 137              | 233.05077(8)       | 1# min        | β+              | 233Am       | 3/2+#   |
| 233Cm     | 96               | 137              | 233.05077(8)       | 1# min        | α               | 229Pu       | 3/2+#   |
| 234Cm     | 96               | 138              | 234.05016(2)       | 51(12) s      | β+              | 234Am       | 0+      |
| 234Cm     | 96               | 138              | 234.05016(2)       | 51(12) s      | α               | 230Pu       | 0+      |
| 235Cm     | 96               | 139              | 235.05143(22)#     | 5# min        | β+              | 235Am       | 5/2+#   |
| 235Cm     | 96               | 139              | 235.05143(22)#     | 5# min        | α               | 231Pu       | 5/2+#   |
| 236Cm     | 96               | 140              | 236.05141(22)#     | 10# min       | β+              | 236Am       | 0+      |
| 236Cm     | 96               | 140              | 236.05141(22)#     | 10# min       | α               | 232Pu       | 0+      |
| 237Cm     | 96               | 141              | 237.05290(22)#     | 20# min       | β+              | 237Am       | 5/2+#   |
| 237Cm     | 96               | 141              | 237.05290(22)#     | 20# min       | α               | 233Pu       | 5/2+#   |
| 238Cm     | 96               | 142              | 238.05303(4)       | 2.4(1) h      | ε (90%)         | 238Am       | 0+      |
| 238Cm     | 96               | 142              | 238.05303(4)       | 2.4(1) h      | α (10%)         | 234Pu       | 0+      |
| 239Cm     | 96               | 143              | 239.05496(11)#     | ~2.9 h        | β+ (99.9%)      | 239Am       | (7/2-)  |
| 239Cm     | 96               | 143              | 239.05496(11)#     | ~2.9 h        | α (0.1%)        | 235Pu       | (7/2-)  |
| 240Cm     | 96               | 144              | 240.0555295(25)    | 27(1) d       | α (99.5%)       | 236Pu       | 0+      |
| 240Cm     | 96               | 144              | 240.0555295(25)    | 27(1) d       | ε (0.5%)        | 240Am       | 0+      |
| 240Cm     | 96               | 144              | 240.0555295(25)    | 27(1) d       | SF (3.9×10−6%)  | 다양        | 0+      |
| 241Cm     | 96               | 145              | 241.0576530(23)    | 32.8(2) d     | ε (99%)         | 241Am       | 1/2+    |
| 241Cm     | 96               | 145              | 241.0576530(23)    | 32.8(2) d     | α (1%)          | 237Pu       | 1/2+    |
| 242Cm     | 96               | 146              | 242.0588358(20)    | 162.8(2) d    | α               | 238Pu       | 0+      |
| 242Cm     | 96               | 146              | 242.0588358(20)    | 162.8(2) d    | SF (6.33×10−6%) | 다양        | 0+      |
| 242Cm     | 96               | 146              | 242.0588358(20)    | 162.8(2) d    | CD (10−14%)     | 208Pb 34Si  | 0+      |
| 242Cm     | 96               | 146              | 242.0588358(20)    | 162.8(2) d    | β+β+ (드묾)     | 242Pu       | 0+      |
| 243Cm     | 96               | 147              | 243.0613891(22)    | 29.1(1) a     | α (99.71%)      | 239Pu       | 5/2+    |
| 243Cm     | 96               | 147              | 243.0613891(22)    | 29.1(1) a     | ε (0.29%)       | 243Am       | 5/2+    |
| 243Cm     | 96               | 147              | 243.0613891(22)    | 29.1(1) a     | SF (5.3×10−9%)  | 다양        | 5/2+    |
| 243mCm    | 87.4(1) keV      | 87.4(1) keV      | 87.4(1) keV        | 1.08(3) µs    |                 |             | 1/2+    |
| 244Cm     | 96               | 148              | 244.0627526(20)    | 18.10(2) a    | α               | 240Pu       | 0+      |
| 244Cm     | 96               | 148              | 244.0627526(20)    | 18.10(2) a    | SF (1.34×10−4%) | 다양        | 0+      |
| 244mCm    | 1040.188(12) keV | 1040.188(12) keV | 1040.188(12) keV   | 34(2) ms      | IT              | 244Cm       | 6+      |
| 245Cm     | 96               | 149              | 245.0654912(22)    | 8.5(1)×103 a  | α               | 241Pu       | 7/2+    |
| 245Cm     | 96               | 149              | 245.0654912(22)    | 8.5(1)×103 a  | SF (6.1×10−7%)  | 다양        | 7/2+    |
| 245mCm    | 355.90(10) keV   | 355.90(10) keV   | 355.90(10) keV     | 290(20) ns    |                 |             | 1/2+    |
| 246Cm     | 96               | 150              | 246.0672237(22)    | 4.76(4)×103 a | α (99.97%)      | 242Pu       | 0+      |
| 246Cm     | 96               | 150              | 246.0672237(22)    | 4.76(4)×103 a | SF (0.0261%)    | 다양        | 0+      |
| 247Cm     | 96               | 151              | 247.070354(5)      | 1.56(5)×107 a | α               | 243Pu       | 9/2-    |
| 248Cm     | 96               | 152              | 248.072349(5)      | 3.48(6)×105 a | α (91.74%)      | 244Pu       | 0+      |
| 248Cm     | 96               | 152              | 248.072349(5)      | 3.48(6)×105 a | SF (8.26%)      | 다양        | 0+      |
| 248Cm     | 96               | 152              | 248.072349(5)      | 3.48(6)×105 a | β-β- (드묾)     | 248Cf       | 0+      |
| 249Cm     | 96               | 153              | 249.075953(5)      | 64.15(3) min  | β-              | 249Bk       | 1/2(+)  |
| 249mCm    | 48.758(17) keV   | 48.758(17) keV   | 48.758(17) keV     | 23 µs         |                 |             | (7/2+)  |
| 250Cm     | 96               | 154              | 250.078357(12)     | 8,300# a      | SF (80%)        | 다양        | 0+      |
| 250Cm     | 96               | 154              | 250.078357(12)     | 8,300# a      | α (11%)         | 246Pu       | 0+      |
| 250Cm     | 96               | 154              | 250.078357(12)     | 8,300# a      | β- (9%)         | 250Bk       | 0+      |
| 251Cm     | 96               | 155              | 251.082285(24)     | 16.8(2) min   | β-              | 251Bk       | (1/2+)  |
| 252Cm     | 96               | 156              | 252.08487(32)#     | <1 d          | β-              | 252Bk       | 0+      |

## 같이 보기
1. ↑  “보관된 사본”. 2011년 2월 24일에 원본 문서에서 보존된 문서. 2014년 10월 1일에 확인함.